# Coregonus muksun
Coregonus muksun är en fiskart som först beskrevs av Pallas, 1814.  Coregonus muksun ingår i släktet Coregonus och familjen laxfiskar. IUCN kategoriserar arten globalt som livskraftig. Inga underarter finns listade i Catalogue of Life.